# أولا (فلم)
أولا (بالإنجليزية: Olla) هو فيلم درامي لعام 2019، من تأليف وإخراج أريان لابيد، وبطولة رومانا لوباتش وجريجوار تاتشناكيان. يتابع الفيلم أولا، وهي امرأة من أوروبا الشرقية، ترد على إعلان على أحد مواقع المواعدة. ثم انتقلت للعيش مع بيير، الذي يعيش مع والدته المسنة في إحدى ضواحي فرنسا.

## وصلات خارجية
- مقالات تستعمل روابط فنية بلا صلة مع ويكي بيانات